# Беликский поселковый совет (Кобелякский район)
Беликский поселковый совет (укр. Білицька селищна рада) — входит в состав
Кобелякского района
Полтавской области
Украины.
Административный центр поселкового совета находится в 
пгт Белики.

## Населённые пункты совета
- пгт Белики